# Transgender Dysphoria Blues
Transgender Dysphoria Blues is het zesde studioalbum van de Amerikaanse punkband Against Me! Het werd uitgegeven op 21 januari 2014 door Total Treble Music en Xtra Mile Recordings. Het album gaat vooral over de geslachtsidentiteitsstoornis van Laura Jane Grace, die na de uitgave van het album bekend maakte dat ze een transseksuele vrouw is.

## Nummers
1. "Transgender Dysphoria Blues" - 3:16
2. "True Trans Soul Rebel" - 3:12
3. "Unconditional Love" - 2:51
4. "Drinking with the Jocks" - 1:48
5. "Osama bin Laden as the Crucified Christ" - 2:57
6. "FUCKMYLIFE666" - 2:56
7. "Dead Friend" - 3:02
8. "Two Coffins" - 2:20
9. "Paralytic States" - 3:12
10. "Black Me Out" - 3:09

## Band
- Laura Jane Grace - zang, gitaar, basgitaar (op track 3 en 6 na)
- James Bowman - gitaar, achtergrondzang
- Atom Willard - drums, slagwerk

### Aanvullende muzikanten
- Fat Mike - basgitaar (tracks 3 en 6)